# Hai He
Le Hai He (海河, la rivière de la Mer ; W-G: Peiho, fleuve Blanc) est un fleuve de Chine septentrionale.

## Géographie
Son bassin couvre une étendue de 318 200 kilomètres carrés. Il a une longueur de 70 kilomètres et de nombreux affluents. Il couvre quatre provinces, Hebei (河北), Shanxi (山西), Henan (河南) et Mongolie-Intérieure (内蒙), et deux municipalités relevant directement de l'autorité centrale, Pékin (北京 Běijīng) et Tianjin (天津).
Le fleuve se forme à Tianjin par la confluence de la rivière Ziya（子牙河), la rivière Daging（大清河), la rivière Yongding（永定河) et le Grand Canal.
Il se jette dans le golfe de Bohai (渤海), appartenant à la mer Jaune, dans le district de Tanggu.

## Histoire

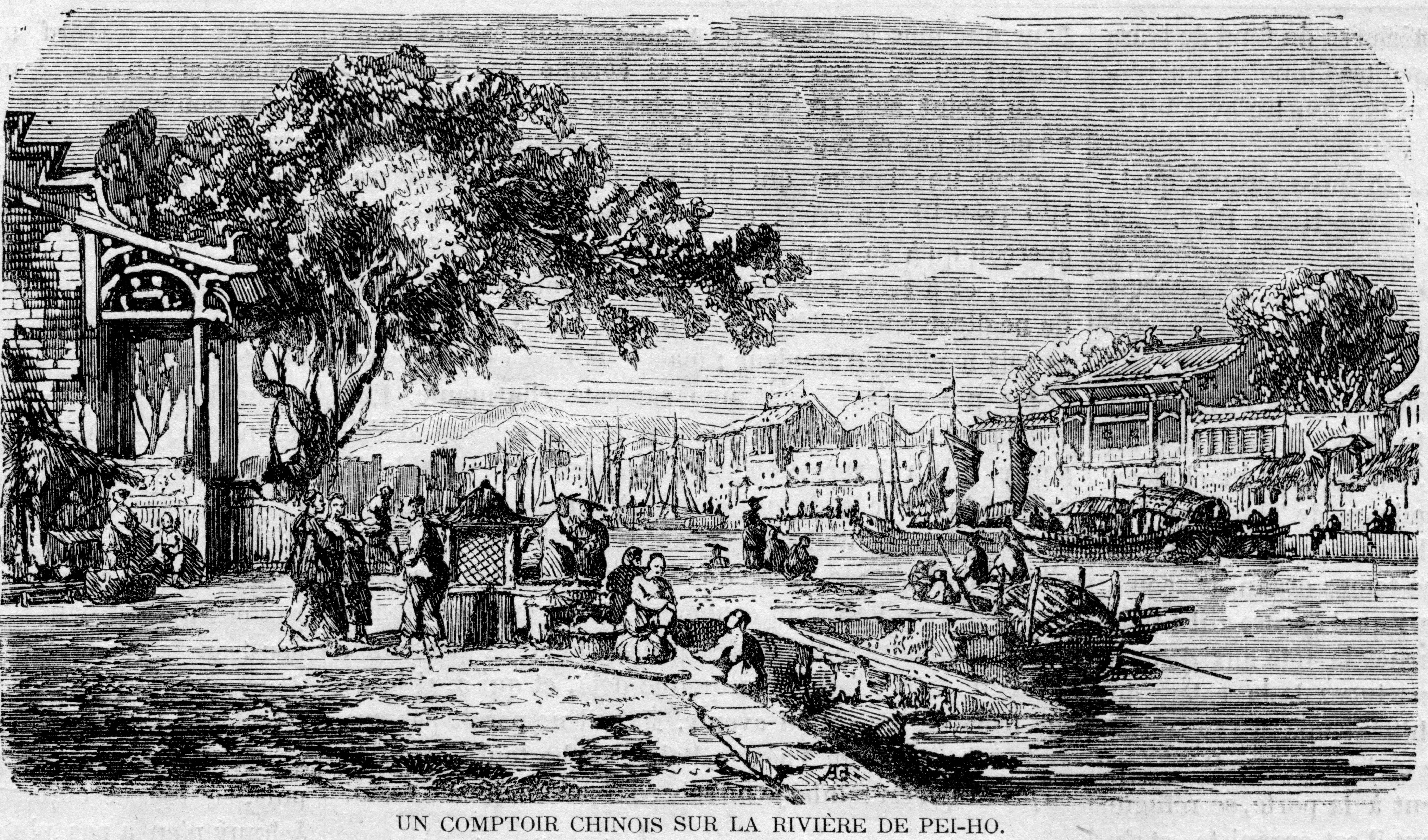
L'Illustration 1862, gravure Un comptoir chinois sur la rivière de Pei-Ho

En 1858 et 1860, les canonnières de l'expédition franco-britannique (Seconde guerre de l'opium) forcèrent l'entrée défendue par les forts de Taku et remontèrent la Hai He (appelé Pei-Ho par les Européens) jusqu'à Tianjin.
Jusqu'aux années 1970, les bateaux de mer remontaient jusqu'à la ville de Tianjin, et les deux ponts de la ville étaient ouvrants. Les multiples ponts construits depuis interdisent la navigation commerciale. Des services de bateau-promenade sont exploités depuis 2008 et se développent dans le cadre de la politique de création d'un pôle touristique à Tianjin.
Les quais ont été aménagés en lieux de détente et de promenade dans le centre de Tianjin, dans l'esprit des quais de la Seine dans le centre de Paris.
Après les explosions de Tianjin en 2015, des poissons morts parsèment le fleuve. Les autorités indiquent qu'il n'y a pas de lien entre la catastrophe et cette mortalité.

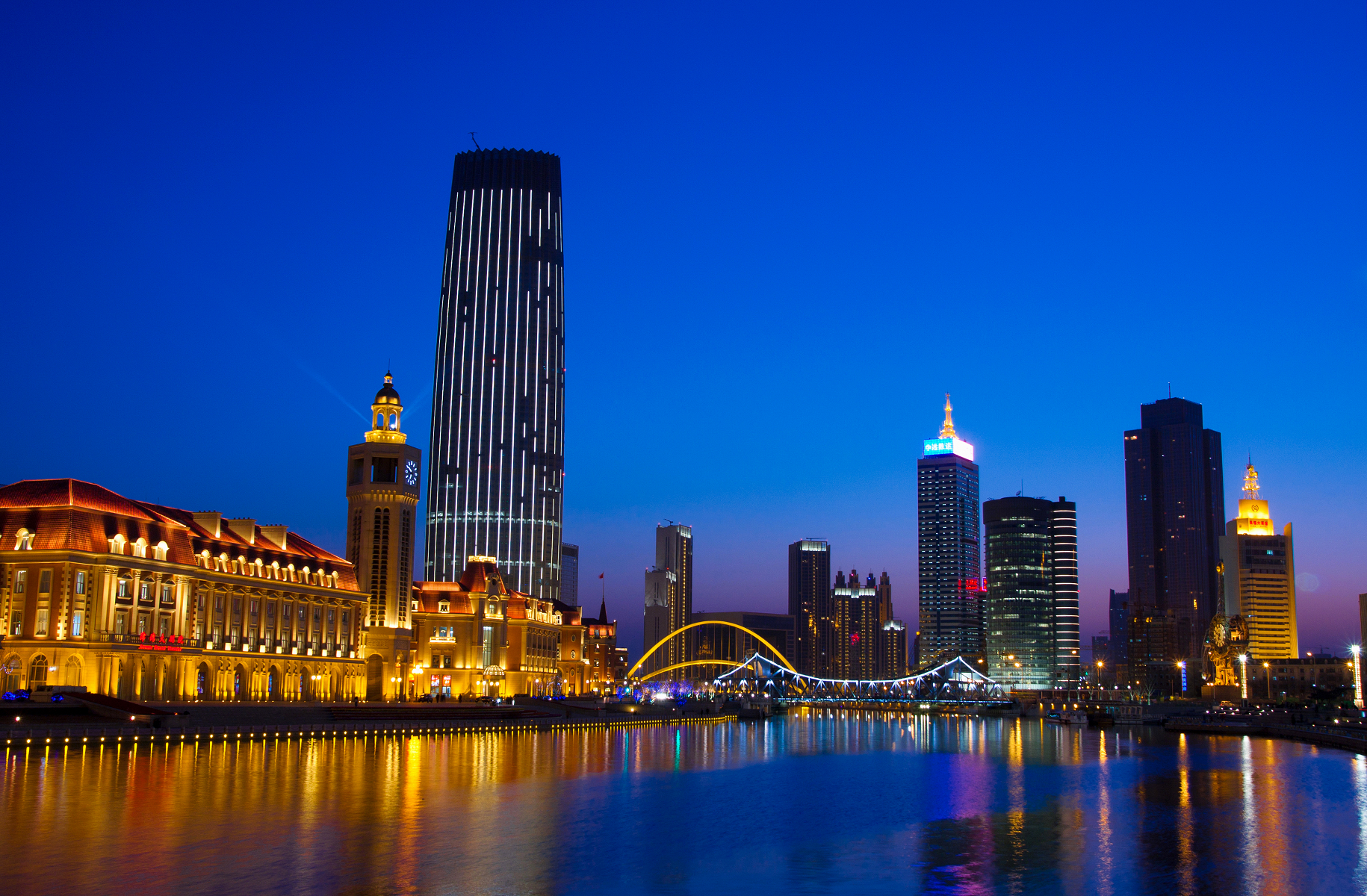
Le Hai He à sa formation à Tianjin